# Jean-Philibert Damiron
Jean-Philibert Damiron, né à Belleville (Rhône) le 6 avril 1794 et mort à Paris 6e le 11 janvier 1862, est un philosophe français.

## Biographie
Jean-Philibert Damiron est né à Belleville (Rhône) le 6 avril 1794. Élève du Pensionnat normal à partir de 1813, il a pour professeurs Eugène Burnouf, Abel-François Villemain et Victor Cousin. Il obtient sa licence le 12 septembre 1815 ; puis, le 5 août 1816, il soutient ses deux thèses de doctorat ès lettres à la Faculté de Paris. La première, en français, s'intitule De l'éloge académique. La deuxième, en latin, est titrée De lege substantiarum ad notionem meîmet applicatâ. De 1838 à 1855, il participe à de très nombreuses soutenances en qualité de membre du jury.        
Devenu docteur, Damiron enseigne d'abord au collège de Falaise (1816), puis de Périgueux (1817) et enfin d'Angers (1818). À partir de 1821, il enseigne à Paris au collège Bourbon puis au lycée Charlemagne. Il est professeur de philosophie au lycée Louis-le-Grand en 1830 et à l'École normale en 1831. En 1831, il est également professeur suppléant de philosophie à la Faculté des lettres de Paris où il devient par la suite professeur adjoint en 1837 et professeur de philosophie en 1842. De 1845 à 1856, il occupe la chaire d'histoire de la philosophie, toujours à la Faculté des lettres de Paris.
Il fonde Le Globe avec Paul-François Dubois, Théodore Jouffroy et Pierre Leroux en 1824. Il est membre de la société Aide-toi, le ciel t'aidera. Il est élu membre de l'Académie des sciences morales et politiques en 1836.
Il a été inhumé au cimetière Montmartre, 8e division, ses cendres ont été transférées à l'ossuaire du Père Lachaise le 2 août 1988.

## Publications

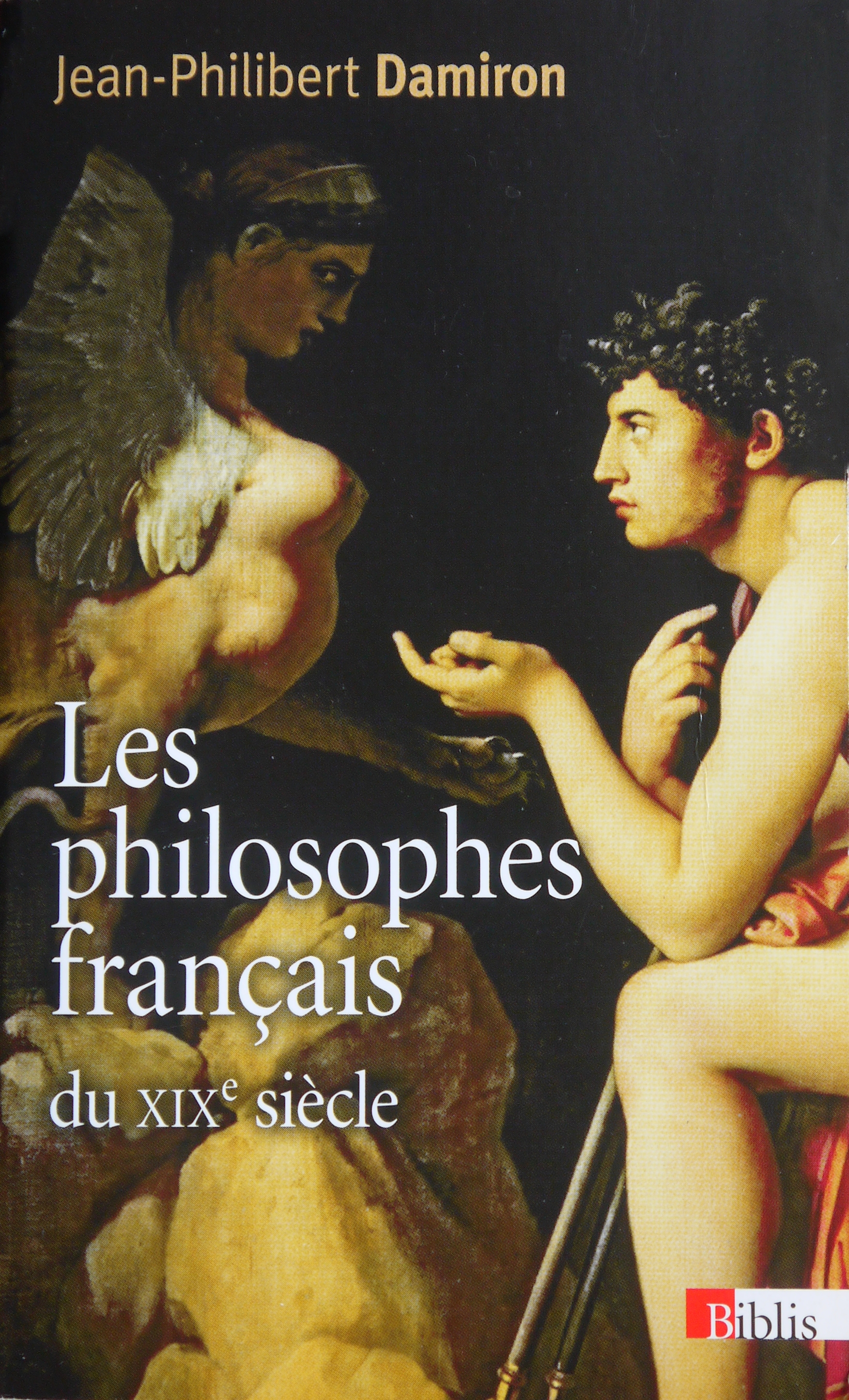
Réédition de lEssai sur l'histoire de la philosophie en France au dix-neuvième siècle, CNRS/Biblis, 2014.

- De l'éloge académique (1816), thèse de doctorat.
- Essai sur l'histoire de la philosophie en France au dix-neuvième siècle (1828).
- Cours de philosophie (3 volumes, 1831-36). Texte en ligne (1) (2) (3)
- Psychologie (1831). Réédition : L'Harmattan, Paris, 2006.
- Cours de droit naturel, professé à la Faculté des Lettres de Paris (3 volumes, 1834-42). Texte en ligne (1)
- Discours prononcés à la Faculté des lettres (cours d'histoire de la philosophie moderne) (1839). Texte en ligne
- Cours d'histoire de la philosophie moderne: Quelques mots sur M. Jouffroy (1842). Texte en ligne
- Préface au Cours d'Esthétique de Théodore Jouffroy (1843). Texte en ligne
- Discours sur Royer-Collard prononcé à la Faculté des lettres (cours d'histoire de la philosophie moderne) (1845). Texte en ligne
- Traité de la Providence (1849).
- Essai sur l'histoire de la philosophie en France au XVIIe siècle (2 volumes, 1846). Réédition : Slatkine, Genève, 1970. Texte en ligne : Texte en ligne (1) (2)
- Mémoires sur les Encyclopédistes (1852-57). Réédition : Slatkine, Genève, 1968.
- Mémoires pour servir à l'histoire de la philosophie au XVIIIe siècle (3 volumes, 1858-64). Réédition : Slatkine, Genève, 1967. Texte en ligne (Helvétius)

(I) : La Mettrie. D'Holbach. Diderot. Helvétius. (II) : D'Alembert. Saint-Lambert. D'Argens. Naigeon. Sylvain Maréchal. De Lalande. Robinet. (III) : Maupertuis. Dumarsais. Condillac. Rapports sur l'Organon d'Aristote et sur la philosophie de Leibnitz.
- Souvenirs de vingt ans d'enseignement à la faculté des lettres de Paris, Durand & Ladange, Paris, 1859.
- Conseils et allocutions : à des enfants d'ouvriers et à leurs familles (1862).
- Nouveaux mélanges philosophiques (1872) Texte en ligne
- Les Philosophes français du XIXe siècle édition format poche qui réunit les précédentes versions, éditions du CNRS/Biblis, 2014, 448 pages,  (ISBN 9782271082510).